# Helene Frankowska
Hélène Frankowska (* 20. Jahrhundert) ist eine polnisch-französische Mathematikerin und Hochschullehrerin. Sie ist Forschungsdirektorin am französischen Centre national de la recherche scientifique und Leiterin des Teams Kombinatorik und Optimierung am Institut Jussieu-Paris Gauche für Mathematik an der Universität Pierre und Marie Curie der Sorbonne Université.

## Leben und Werk
Frankowska studierte ab 1974 Mathematik an der Universität Warschau, wo sie 1979 den Magister-Abschluss erhielt. Nach einem Studienjahr an der Scuola Internazionale Superiore di Studi Avanzati in Triest, promovierte sie 1983 und habilitierte 1984 an der Universität Paris-Dauphine in Mathematik. Ihre Dissertation, die gemeinsam von Czesław Olech und Jean-Pierre Aubin betreut wurde, trug den Titel: Nonsmooth Analysis and its Applications to Viability and Control.
Von 1979 bis 1983 war sie Assistentin am Institut für Mathematik der Polnischen Akademie der Wissenschaften. Anschließend war sie bis 1984 Assistenzprofessorin an der Université Paris-Dauphine. 1985 wurde sie als wissenschaftliche Mitarbeiterin am CNRS eingestellt. Sie arbeitete zunächst im Mathematiklabor der Universität Paris-Dauphine und ab 2000 an der École Polytechnique im Zentrum für Forschung in angewandter Epistemologie (CREA). 2008 wurde sie dort Forschungsdirektorin.
Sie hatte Gastpositionen am Centre de Recherche Mathématiques der Universität Montreal, am Internationalen Institut für angewandte Systemanalyse in Laxenburg, am Istituto Nazionale di Alta Matematica F. Severi in Rom, an der Scuola Normale Superiore in Pisa, an der Scuola Internazionale Superiore di Studi Avanzati in Triest, an der Universität Tor Vergata. 2010 war sie eingeladene Rednerin bei dem  Internationalen Mathematikerkongress in Hyderabad im Bereich Kontrolltheorie und Optimierung. 
Sie ist Mitglied des Redaktionsausschusses mehrerer wissenschaftlicher Zeitschriften, darunter Journal of Mathematical Analysis and Applications, Journal of Convex Analysis, Journal of Optimization Theory and Applications und SIAM Review (SIREV), Bollettino dell'Unione Matematica Italiana.
Ihre Forschungsinteressen umfassen Optimale Steuerung, sowohl im deterministischen als auch im stochastischen Rahmen, Systemsteuerung unter Zustandsbeschränkungen, viability theory, Differential inclusion sowie mehrwertige und variational analysis.
Am 21. Juli 2025 betrug ihr h-Index bei Google Scholar 45.

## Veröffentlichungen (Auswahl)
- mit Nobusumi Sagara: Value Functions and Optimality Conditions for Nonconvex Variational Problems with an Infinite Horizon in Banach Spaces. Math. Oper. Res. 47(1), 2022, S. 320–340.
- mit Benoît Bonnet-Weill: On the Viability and Invariance of Proper Sets under Continuity Inclusions in Wasserstein Spaces. SIAM J. Math. Anal. 56(3), 2024, S. 2863–2914.